# Thomas Gösweiner
Thomas Gösweiner (* 3. März 1995 in Leoben) ist ein österreichischer Fußballspieler.

## Karriere
Gösweiner begann seine Karriere beim SV Kalwang. Im Jänner 2007 kam er zum SC St. Peter-Freienstein. 2009 wechselte er in die Akademie des FC Admira Wacker Mödling. Sein Debüt für die Amateurmannschaft der Admira gab er im März 2012, als er am 19. Spieltag der Saison 2011/12 gegen den 1. SC Sollenau in der Startelf stand.
Im Mai 2014 debütierte Gösweiner schließlich für die Profis der Admira in der Bundesliga, als er am 36. und letzten Spieltag der Saison 2013/14 gegen den SC Wiener Neustadt in der 76. Minute für Lukas Thürauer eingewechselt wurde.
Zur Saison 2014/15 wurde er an den Zweitligisten Floridsdorfer AC verliehen. Nachdem Gösweiner einen Kreuzbandriss erlitten hatte, wurde sein Vertrag bei den Wienern aufgelöst, ohne dass er auch nur ein Spiel für den Verein in der zweiten Liga absolviert hatte.
Im Sommer 2016 wechselte Gösweiner leihweise zu den Amateuren des SK Sturm Graz.
Im Juli 2017 wechselte er nach Deutschland zum Regionalligisten Wormatia Worms, bei dem er einen bis Juni 2018 gültigen Vertrag erhielt.
Zur Saison 2018/19 wechselte er zur Zweitmannschaft der TSG 1899 Hoffenheim. Nach 29 Ligaeinsätzen, in denen er zehn Treffer und vier Assists beisteuerte, wechselte er nach einer Saison innerhalb der Liga zur SV Elversberg, bei der er einen Zweijahresvertrag (bis Sommer 2021) unterzeichnete. In eineinhalb Jahren in Elversberg kam er zu 26 Regionalligaeinsätzen für Elversberg, in denen er acht Tore erzielte. Im Jänner 2021 wechselte er zum Ligakonkurrenten FC 08 Homburg. Für Homburg kam er insgesamt zu 48 Regionalligaeinsätzen und erzielte 14 Tore. Zur Saison 2023/24 zog er weiter innerhalb der Liga zum KSV Hessen Kassel. Für Kassel machte er wiederum 19 Regionalligaspiele.
Im August 2024 wechselte Gösweiner weiter zum ebenfalls viertklassigen 1. FC Bocholt in die Regionalliga West. In der Saison 2024/25 brachte es Gösweiner zu 22 Meisterschaftseinsätzen (+ 6 Tore und 2 Assists), ehe er sich im Spiel gegen den FC Gütersloh im April 2025 einen Achillessehnenriss zuzog und für die restliche Saison ausfiel. Des Weiteren kam er in dieser Spielzeit in zwei Spielen des Niederrheinpokals zum Einsatz, wobei er zwei Tore erzielte und ein weiteres für seine Teamkollegen auflegte.